# Un'altra strada
Un'altra strada è un album di brani musicali del cantautore genovese Massimiliano Cattapani, pubblicato nel 1991 dalla casa discografica milanese Five Record.
È il secondo album uscito su piattaforma compact disc e musicassetta di Cattapani. Vediamo come l'album precedente l'interprete anche autore dei suoi brani. Venne prodotto ed arrangiato da Alberto Radius. Nei cori possiamo sentire Alex Baroni e Paola Folli.
Vediamo anche la partecipazione alla stesura dei brani di Oscar Avogadro e Pablo Neruda.
Nell'estate dello stesso anno, Massimiliano ha presentato al Festivalbar nella sezione "Disco Verde" il brano Portami al mare.

## Tracce
1. Portami al mare (M. Cattapani - O. Avogadro)
2. I giardini di plastica (M. Cattapani)
3. Dolce Elena (M. Cattapani)
4. Senorita (M. Cattapani)
5. Primavera (M. Cattapani)
6. In nome del Dio denaro (M. Cattapani - O. Avogadro)
7. Un'altra strada (M. Cattapani - O. Avogadro)
8. Leggenda (M. Cattapani)
9. I signori della guerra (M. Cattapani)
10. Balleremo noi (M. Cattapani)
11. La donna di carta (M. Cattapani)
12. Melisanda (M. Cattapani - P. Neruda)

## Crediti
- Massimiliano Cattapani: voce
- Alberto Radius: chitarra
- Stefano Previsti: tastiera, programmazione
- Beppe Cazzago: batteria, percussioni
- Emanuele Cisi: sax
- Alex Baroni: cori
- Paola Folli: cori
- Paola Repele: cori